# Piet Balfoort
Piet Balfoort (Brugge, 30 augustus 1933 – aldaar, 23 augustus 2013) was een Vlaams acteur, voornamelijk actief in het theater, maar ook op televisie en in enkele films.
Balfoort speelde eerst in Theater Malpertuis in Tielt. In zijn opgemerkte solovoorstelling Hess uit 1983, een stuk van Michael Burrell, vertaald door Herman Leys in regie van Jacky Tummers ging het over de vlucht van Rudolf Hess in 1941 naar Schotland. Nadien verkaste hij naar Theater Antigone in Kortrijk.
Balfoort speelde doorheen zijn carrière ook in vele films, televisiefilms en televisieseries. In 1979 vertolkte hij de rol van Staf Verhelle in De Paradijsvogels. Ook in onder meer de series Het Veenmysterie, Commissaris Roos, De bossen van Vlaanderen en Hof van Assisen vertolkte hij een rol. In 2005 speelde hij nog op 72-jarige leeftijd de rol van rechter Bos in De Wet volgens Milo.
In langspeelfilms speelde Balfoort onder meer in Mijn vriend uit 1979, De Leeuw van Vlaanderen uit 1984 en Brylcream Boulevard uit 1995.

## Familie
Balfoort was een neef van regisseur Maurits Balfoort.